# بطولة ويمبلدون 2002
هنا قائمة ببطولات ويمبلدون سنة 2002:

## الكبار

### فردي رجال
لايتون هيويت هزم  ديفيد نالبانديان 6-1 6-3 6-2

### فردي سيدات
سيرينا ويليامز هزم  فينوس ويليامز 7-6(7-4) 6-3

### زوجي رجال
يوناس بورغمان و تود وودبريدج هزم  مارك نوليز و دانييل نيستور 6-1 6-2 6-7(6-8) 7-5

### زوجي سيدات
سيرينا ويليامز و فينوس ويليامز هزم  فيرخينيا روانو باسكوال و باولا سواريز 6-2 7-5

### زوجي مختلط
ايلينا ليخوفتسيفا و ماهيش بوباثي هزم  دانيلا هانتشوفا و كيفن أولايت 6-2 1-6 6-1

## الشباب

### فردي أولاد
تود ريد هزم  الأمين لوهاب 7-6(7-5) 6-4

### فردي بنات
فيرا داشفينا هزم  ماريا شارابوفا 4-6 6-1 6-2

### زوجي أولاد
فلوران ميرجا و هوريا تيكاو هزم  براين بيكر و راجيف راك 6-4 4-6 6-4

### زوجي بنات
إلكا كليسترز و باربورا ستريكوفا هزم  آلي بيكر و آنا لينا غرونيفيلد 6-4 5-7 8-6